# Кевони (округ)
Округ Кево́ни (англ. Kewaunee County) располагается в штате Висконсин, США. Официально образован в 1852 году. По состоянию на 2010 год, численность населения составляла 20 574 человека.

## География
По данным Бюро переписи США, общая площадь округа равняется 2807,563 км2, из которых 885,781 км2 суша и 1921,782 км2 или 68,400 % это водоёмы.

## Население
По данным переписи населения 2000 года  в округе проживает 20 187 жителей в составе 7 623 домашних хозяйств и 5 549 семей. Плотность населения составляет 23,00 человека на км2. На территории округа насчитывается 8 221 жилых строений, при плотности застройки около 9,00-ти строений на км2. Расовый состав населения: белые — 98,56 %, афроамериканцы — 0,15 %, коренные американцы (индейцы) — 0,27 %, азиаты — 0,13 %, гавайцы — 0,00 %, представители других рас — 0,30 %, представители двух или более рас — 0,57 %. Испаноязычные составляли 0,76 % населения независимо от расы.
В составе 33,50 % из общего числа домашних хозяйств проживают дети в возрасте до 18 лет, 62,40 % домашних хозяйств представляют собой супружеские пары проживающие вместе, 6,60 % домашних хозяйств представляют собой одиноких женщин без супруга, 27,20 % домашних хозяйств не имеют отношения к семьям, 23,50 % домашних хозяйств состоят из одного человека, 11,80 % домашних хозяйств состоят из престарелых (65 лет и старше), проживающих в одиночестве. Средний размер домашнего хозяйства составляет 2,61 человека, и средний размер семьи 3,10 человека.
Возрастной состав округа: 25,80 % моложе 18 лет, 8,00 % от 18 до 24, 28,20 % от 25 до 44, 22,80 % от 45 до 64 и 22,80 % от 65 и старше. Средний возраст жителя округа 38 лет. На каждые 100 женщин приходится 100,60 мужчин. На каждые 100 женщин старше 18 лет приходится 98,80 мужчин.